# Maaskantje
Maaskantje is een klein dorp in de gemeente Sint-Michielsgestel (Noord-Brabant) en ligt aan tegen het dorp Den Dungen. Maaskantje heeft een eigen bebouwde kom die wordt aangegeven met blauwe plaatsnaamborden. Voor de BAG is Maaskantje echter geen eigen 'woonplaats' en wordt het onder de woonplaats Sint-Michielsgestel geschaard. Op 1 januari 2023 telde Maaskantje 1.800 inwoners, op een oppervlakte van 2,86 km².
De naam zou een verbastering zijn van het Brabantse 'Maastkantje', wat zoveel betekent als 'de kant van de dennenbossen'. Een andere verklaring is dat met de dialectnaam 'Mòskèntje' verwezen wordt naar de rand van een moeras. 
Maaskantje is bekend geworden door de comedyserie New Kids, een sketchprogramma op de Nederlandse televisiezender van Comedy Central met korte sketches, die grotendeels zijn opgenomen in het nabije Den Dungen, maar volgens het verhaal gepositioneerd zijn in Maaskantje. Als gevolg van de populariteit werden de plaatsnaamborden vaak gestolen door fans van de serie. De gemeente besloot daarop voorlopig geen nieuwe borden meer te plaatsen.

## Bezienswaardigheden
- Windmolen De Pelikaan uit 1864
- Maaskantje 57, Kortgevelboerderij met korfbogen oorspronkelijk uit 1658

## Bekende personen
- Steffen Haars (1980), regisseur
- Tim Haars (1981), acteur
- René Schuurmans (1964), zanger
- Anne-Marie Spierings (1976), politica